# Dmenin
Dmenin – wieś w Polsce, położona w województwie łódzkim, w powiecie radomszczańskim, w gminie Kodrąb.
W latach 1954–1972 wieś należała i była siedzibą władz gromady Dmenin. W latach 1975–1998 wieś administracyjnie należała do województwa piotrkowskiego.
Pierwsza wzmianka o miejscowości w źródłach pisanych pochodzi z 1394 roku. Badania archeologiczne dowiodły, że osadnictwo na tym terenie istniało już wcześniej – w wieku XI-XII.
W nocy z 3 na 4 września 1939 żołnierze Wehrmachtu zabili 11 mieszkańców wsi. W okresie okupacji w Dmeninie Niemcy dokonali w dniu 17 lipca 1942 roku publicznej egzekucji, w której powieszono jedenastu mieszkańców okolicznych wsi i zakładników osadzonych w areszcie w Radomsku (odsłonięty w 1951 r. obelisk upamiętnia jedynie nazwiska 10 osób). Egzekucja była odwetem hitlerowców za zabicie volksdeutscha. 
Do 1954 roku istniała gmina Dmenin. 
W Dmeninie w 1950 urodził się Zdzisław Marcinkowski – polski samorządowiec, prezydent Radomia w latach 2002–2006, nadinspektor Policji.

## Integralne części wsi
| SIMC    | Nazwa                | Rodzaj     |
| ------- | -------------------- | ---------- |
| 0543338 | Bugaj Dmeniński      | przysiółek |
| 0543315 | Dmenin-Józefka       | część wsi  |
| 0543321 | Dmenin-Władysławów   | część wsi  |
| 1067472 | Przydatki Dmenińskie | przysiółek |

## Zabytki
Według rejestru zabytków Narodowego Instytutu Dziedzictwa na listę zabytków wpisane są obiekty:
- kościół parafialny pw. św. św. Szymona i Judy, XV-XVIII w., nr rej.: 726 z 27.12.1967
- dzwonnica, 2 poł. XVIII w., nr rej.: 727 z 27.12.1967